# كيم جين-جونغ
كيم جين-جونغ (هانغل: 김진용) هو لاعب كرة قدم كوري جنوبي في مركز الهجوم، ولد في 19 أكتوبر 1982 في جينجو في كوريا الجنوبية. شارك مع منتخب كوريا الجنوبية تحت 23 سنة لكرة القدم ومنتخب كوريا الجنوبية لكرة القدم. أما مع النوادي، فقد لعب مع أولسان هيونداي وبوهانغ ستيلرز ونادي سونغنام.

## وصلات خارجية
- كيم جين-جونغ على موقع الاتحاد الدولي (مؤرشف)  (الإنجليزية)
- كيم جين-جونغ على موقع دوري كوريا الجنوبية (الإنجليزية)
- كيم جين-جونغ على موقع ناشيونال فوتبول تيمز (الإنجليزية)